# 유머펀치 무작정 따라하기
《유머펀치 무작정 따라하기》는 MBC에서 1997년 2월 14일에 방영된 베스트극장으로, 세 편의 이야기를 옴니버스 형식으로 꾸며졌다.

## 줄거리
첫 번째는 삼류 유머잡지를 사는 재준(남성진 분)의 이야기이다. 내일이면 다른 사람에게 시집을 가는 옛 애인 은미(우희진 분)를 만나 마음을 되돌려 보려고 하지만 실패한다. 그들이 만나는 곳은 사랑과 결혼을 둘러싸고 있는 자신들의 과거, 현재, 미래일 뿐이다. 두 번째는 길거리에서 잡지를 주운 꼬마 송이가 아빠(손현주 분)와 함께 겪는 하루 동안의 이야기다. 마지막 세 번째는 앙숙으로 지내온 두 여인 풍년(김지영 분)과 유락(사미자 분)의 하루를 그린 이야기다.

## 등장 인물
- 남성진 : 재준 역
- 우희진 : 은미 역
- 손현주 : 송이 아빠 역
- 김지영 : 풍년 역
- 사미자 : 유락 역
- 박희정
- 김서라
- 김초연
- 신충식